# Migoplastis alba
Migoplastis alba là một loài bướm đêm thuộc phân họ Arctiinae, họ Erebidae.